# Jan Axel Blomberg
Jan Axel Blomberg född 2 april 1969, är en norsk trumslagare, mera känd under pseudonymen Hellhammer och även under namnen Jan Axel von Blomberg, Hauptman Hammer, Von Blomberg och Mr Hellhammer.
Blomberg blev under pseudonymen Hellhammer medlem i black metal-gruppen Mayhem 1988. Karriären började dock i bandet Arcturus 1987. I Mayhem har han medverkat på samtliga studioinspelningar, utom EPn "Deathcrush", som kom året innan han gick med i bandet, och han är numera drivkraften bakom bandet. Blomberg har sedan mitten av 1990-talet medverkat i ett stort antal projekt och musikgrupper och dyker allt som oftast upp i grupper från Norge. 
I boken Lords of Chaos: the bloody rise of the satanic metal underground (Didrik Söderlind/Michael Moynihan) gör Blomberg ett antal kontroversiella uttalanden om rasism. Dessa har han sedermera tagit avstånd från, och han har även tagit avstånd från de extrema uttryck som den norska black metal-scenen tog under början av 1990-talet.

## Diskografi

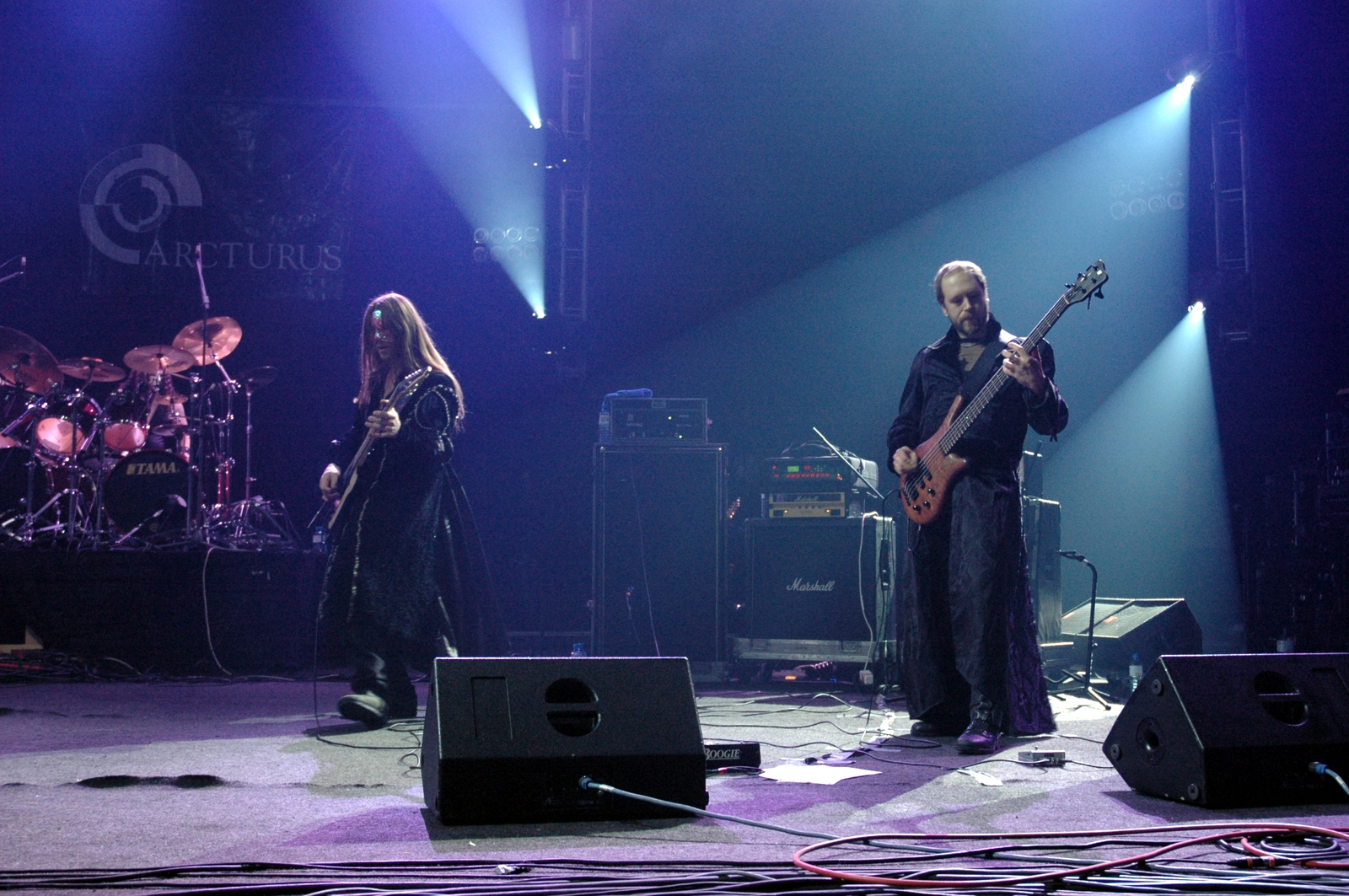
Hellhammer bakom trummorna med Arcturus 2005

### Som medlem

#### Med Age of Silence
- Acceleration (2004)
- Complications - Trilogy Of Intricacy (2005)

#### Med Arcturus
- Promo 90 (Demo) (1990)
- My Angel (LP) (1991)
- Constellation (MCD/MLP) (1994)
- Aspera Hiems Symfonia (1995)
- Constellation  (1997)
- La Masquerade Infernale (1997)
- Disguised Masters (1999)
- Aspera Hiems Symfonia/Constellation/My Angel (återutgivning) (2001)
- The Sham Mirrors (2002)
- Sideshow Symphonies (2005)
- Shipwrecked In Oslo (2006)
- Arcturian[1] (2015)

#### Med Carnivora
- Re-Incarnal (2006)

#### Med Dimmu Borgir
- Stormblåst MMV (2005)
- In Sorte Diaboli (2007)
- The Serpentine Offering (musikvideo) (2007)

#### Med The Kovenant
- Nexus Polaris (1998)
- Animatronic (1999)
- S.E.T.I. (2003)

#### Med Mayhem
- Dawn of the Black Hearts (1991)
- Live in Leipzig (1993)
- De Mysteriis Dom Sathanas (1994)
- Out from the Dark (1996)
- Wolf's Lair Abyss (1997)
- Ancient Skin / Necrolust (1997)
- Mediolanum Capta Est (1999)
- Necrolust / Total Warfare (split med Zyklon-B) (1999)
- Grand Declaration of War (2000)
- Live In Marseille 2000 (2001)
- European Legions (2001)
- U.S. Legions (2001)
- The Studio Experience (Box, 2002)
- Freezing Moon / Jihad (split med Meads of Asphodel) (2002)
- Legions of War (2003)
- Chimera (2004)
- Ordo Ad Chao (2007)
- Esoteric Warfare (2014)
- Daemon (2019)

#### Med Mezzerschmitt
- Weltherschaft (2002)

#### Med Mortem
- Slow Death (Demo) (1989)
- Slow Death (EP) (1990)

#### Med Shining
- Angst, Självdestruktivitetens Emissarie (2002)
- Dolorian/Shining (2004)
- Through Years of Oppression (2004)
- The Darkroom Sessions (2004)
- The Eerie Cold (2005)

#### Med Troll
- Universal (2001)

#### Med Umoral
- Untitled 7" vinyl EP (2007)

#### Med Winds
- Of Entity and Mind (2001)
- Reflections of the I (2001])
- The Imaginary Direction of Time (2004)
- Prominence and Demise (2007)

### Som sessionsmusiker

#### Med Antestor
- Det Tapte Liv (2004)
- The Forsaken (2004)

#### Med Emperor
- Livemedverkan (1992)
- Moon Over Kara-Shehr

#### Med Immortal
- Livemedverkan, Battles in the North tour (1995)
- Grim and Frostbitten Kingdoms musikvideo (1995)

#### Med Jørn
- Worldchanger (2001)
- The Gathering (2007)

#### Med Thorns
- Thorns Vs. Emperor (1998)
- Thorns (2001)

#### Med Tritonus
- Livemedverkan[2]

#### Med Vidsyn
- On Frostbitten Path Beneath (demo) (2004)
- On Frostbitten Path Beneath (2004)

### Som gästmusiker

#### Med Fleurety
- Department of Apocalyptic Affairs (spår 1, "Exterminators") (2000)

#### Med Ulver
- Souvenirs from Hell (spår 1, "Synen") (1997)